# Nissan LEAF
Nissan LEAF — электромобиль японского концерна Nissan, серийно выпускаемый с весны 2010 года. Мировая премьера состоялась на международном Токийском автосалоне в 2009 году. Заказы на модель японские и американские дилеры компании начали принимать 1 апреля 2010 года, сборка первых серийных экземпляров началась в Японии (г. Оппама), затем с 2012 года Nissan развернул производство электромобилей Leaf на заводах в США (г. Смирна, штат Теннеси), а с марта 2013 года — в Великобритании (г. Сандерленд). Предполагалось также производство в Португалии. Продажи Nissan Leaf в Соединённых Штатах начались 11 декабря 2010 года и первоначально были ограничены отгрузками по предварительному онлайн резервированию. В Европе продажи развернулись с первой половины 2011 года.
Термин «LEAF» является бэкронимом слова, который с английского означает leading environmentally-friendly affordable family car (ведущий экологически чистый доступный семейный автомобиль).
В конце ноября 2010 года Nissan LEAF был объявлен первым среди электромобилей победителем конкурса Европейский автомобиль года 2011 (англ. European Car of the Year). В конце апреля 2011 года Nissan LEAF был также объявлен первым победителем конкурса Всемирный автомобиль года 2011 (англ. World Car of the Year).

## Первый глобальный

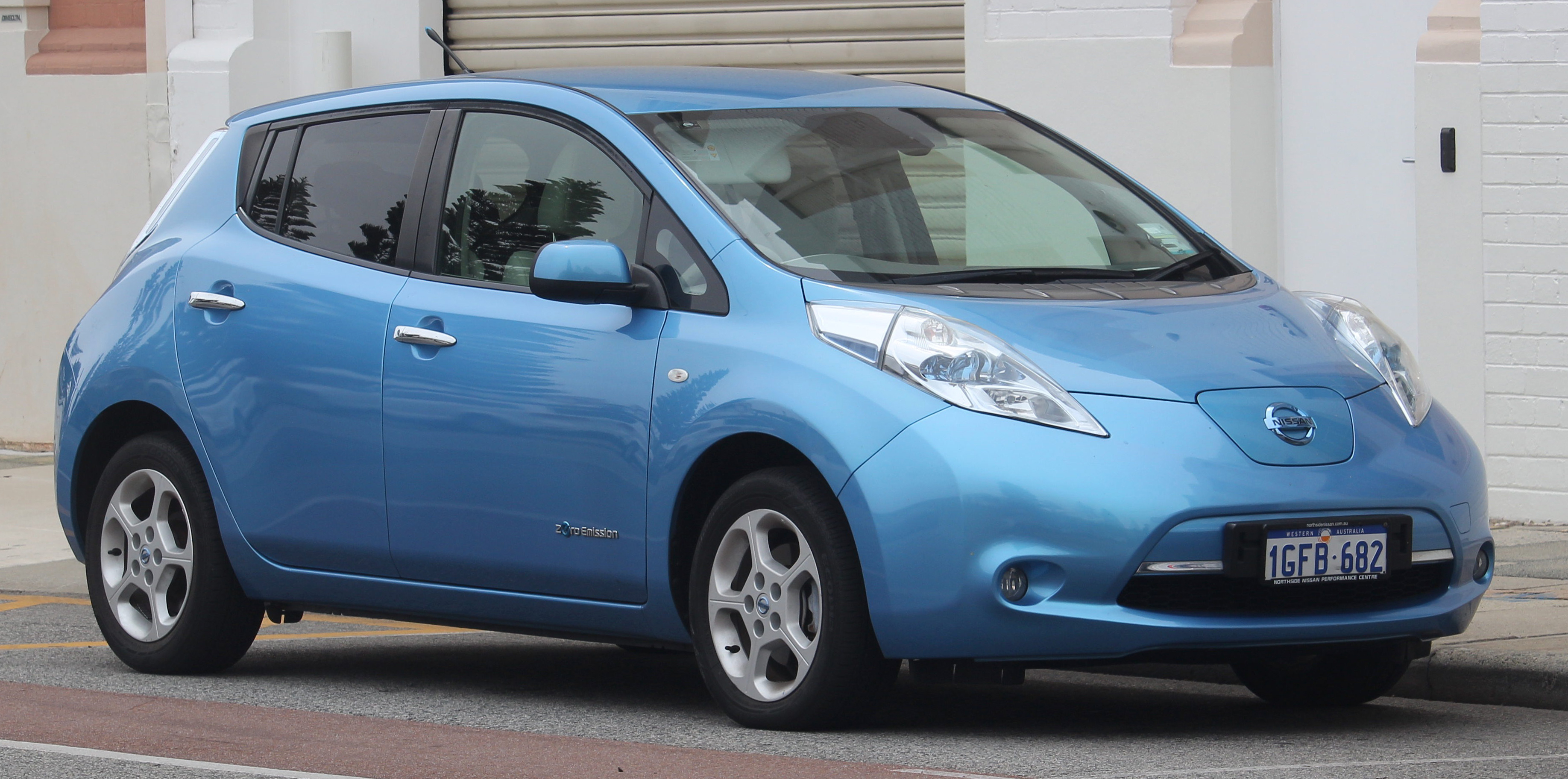
Nissan Leaf I

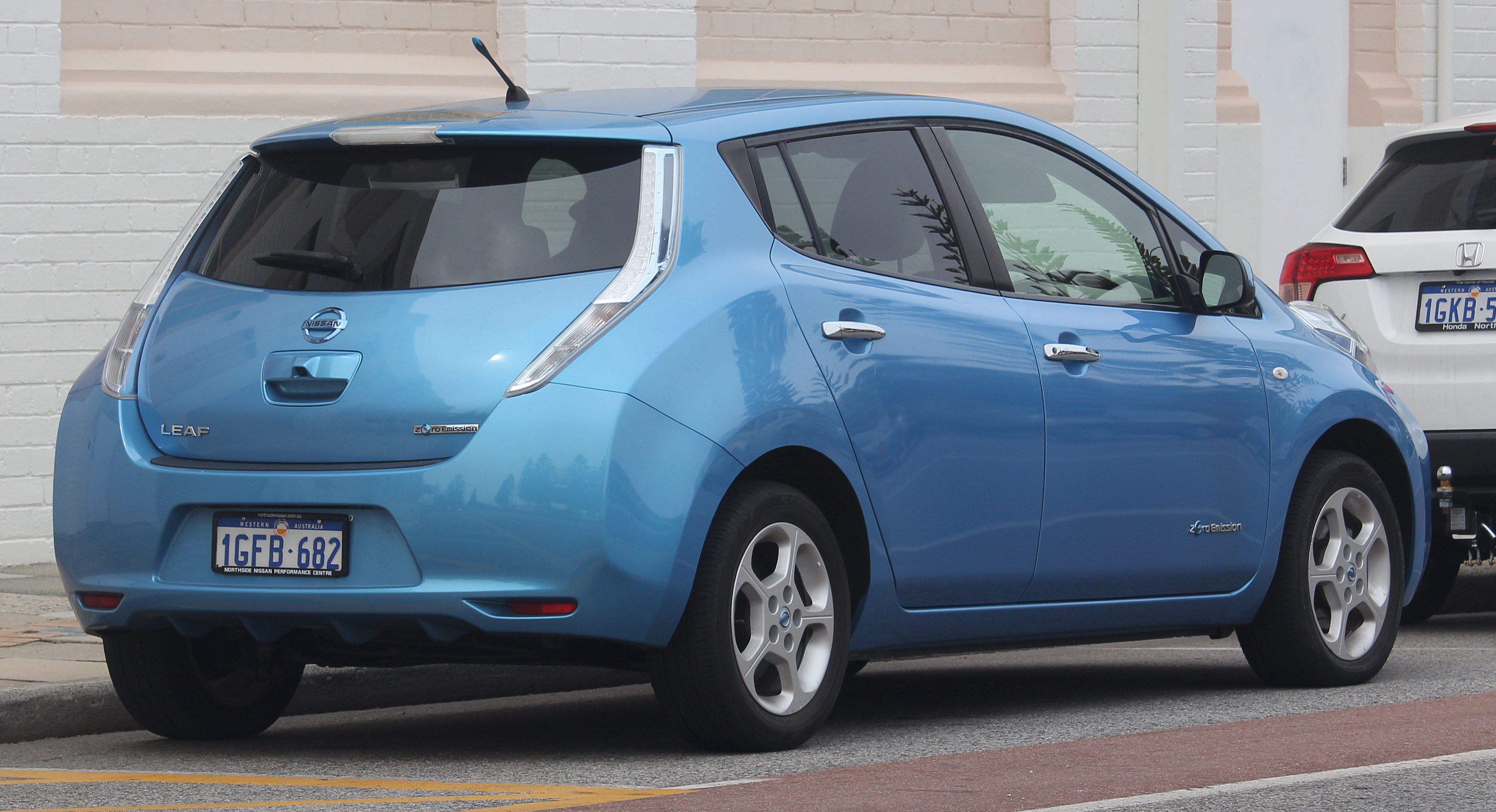
Вид сзади

Nissan Motor заявляет о модели Leaf как о первом в мире массовом и доступном на глобальном рынке электромобиле. Если с утверждением о «глобальности» и можно согласиться, то достаточно массовые электромобили выпускались ещё столетие назад. Так, ещё в 1910-х годах в Нью-Йорке работало до 7 тысяч электромобилей-такси, а развозные фургоны и пикапы того времени вообще были преимущественно аккумуляторными. В первой четверти 20 века только в Америке насчитывались десятки фирм по производству электромобилей, наиболее известными из которых были Baker Electric, Columbia Electric и Detroit Electric, причем последняя из них завершила выпуск электромобилей (конвертированных из обычных автомобилей марки Ford) только в 1942 году. В Англии специальные развозные электромобили (т. н. milk float) с 1950-х активно применяются для утренней развозки молока, благодаря чему, например, в 1967 году электромобильный парк Великобритании был больше, чем весь остальной мировой. В 2004 году в США эксплуатировалось 55 852 автомобиля на электрическом ходу, а их мировой парк по оценкам превышал 300 000 экземпляров.

## Опыт конкурентов
В 1996 году концерн General Motors начал серийное производство электромобиля General Motors EV1. До 2003 года данный электромобиль оригинальной конструкции (а не конвертированный из обычного автомобиля) был выпущен тиражом в 1117 экземпляров, переданных частным потребителям в опытную эксплуатацию на правах аренды. Однако, по завершении программы практически все произведённые электромобили (кроме EV1 в эксплуатации находились также несколько сотен электропикапов Chevrolet S10) были изъяты и уничтожены — см. документальный фильм «Кто убил электромобиль?». С 1997 по 2003 год для американского рынка в количестве 1575 экземпляров был произведён и электрический кроссовер RAV4, который по завершении программы также хотели изъять, но затем, благодаря протестам общественности, 200 экземпляров все же позволено было выкупить по цене около 40 000 $.
Из современных серийных электромобилей можно отметить наиболее известную модель Tesla Model S, выпускаемую американской фирмой Tesla Motors.

## Конструкция

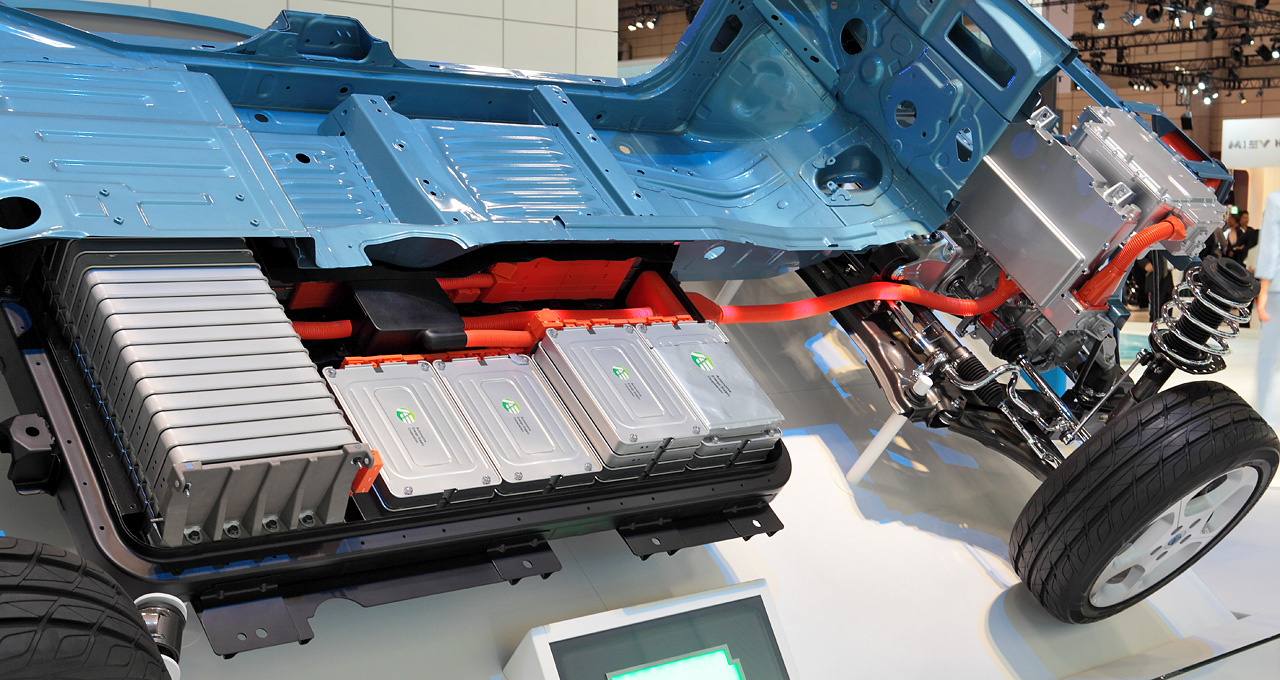
Nissan Leaf I, вид в разрезе с частью аккумуляторной системы, 2009 год

Nissan Leaf построен на новой платформе Nissan V, которую электромобиль делит с кроссовером Juke и малолитражной Micra 2011 модельного года. Под капотом расположен электродвигатель мощностью 80 кВт (около 109 л. с.), чей крутящий момент достигает 280 Н·м. Привод электромобиля — передний. Нижнее расположение самого тяжёлого элемента автомобиля — аккумуляторной батареи — обеспечивает лучшую устойчивость по сравнению с традиционными автомобилями подобного класса. Кроме этого, батарея также обеспечивает более высокую жёсткость конструкции для пятидверных хетчбэков подобной конструкции.

## Батарея и пробег
Литий-ионная батарея для электромобиля собрана из 96 ячеек. Её состав (согласно пресс-релизу):
- манганат лития на отрицательном электроде
- графит на положительном электроде

Масса батареи около 270 кг и расположена она под днищем автомобиля. Ёмкости батареи 24 кВт·ч и возможностей рекуперативного торможения хватает (по оценкам представителей Nissan) на 160 км пробега. Жизненного цикла батарей, по предварительным оценкам, должно быть достаточно минимум на 5 лет.

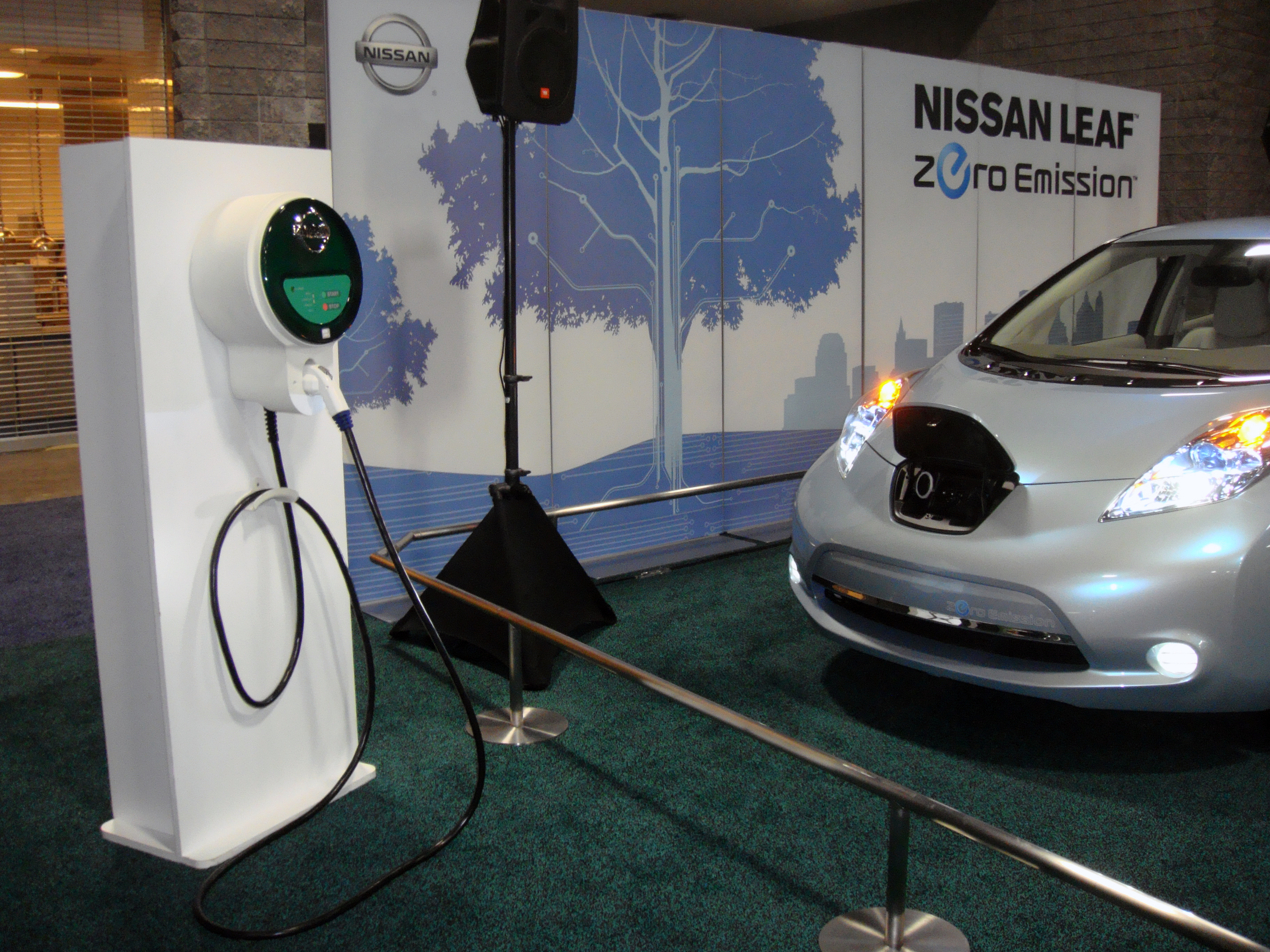
Зарядная станция для Nissan Leaf

Полный цикл заряда аккумуляторов от бытовой электросети с напряжением 220 вольт и силой тока 12 ампер длится порядка 9 часов, 80 % ёмкости на специальном зарядном устройстве Nissan (480 вольт — 125 ампер) восполняются за 30 минут. Автомобиль может быть оборудован двумя гнёздами для зарядных устройств в передней части машины: одно для стандартной и другое для ускоренной подзарядки.
В настоящее время батареи собирают на мощностях Nissan в Японии с годовым производством около 65 тыс. комплектов в год. Компания Nissan в рамках своего проекта начала массового выпуска электромобилей заложила завод в Смирне (Теннеси, США), проектная мощность которого c момента вступления в строй в 2012 году оценивалась в 200 тыс. комплектов в год.
С началом производства электромобиля на английском заводе Nissan в Сандерленде (параллельно с кроссовером Qashqai), а также строительства здесь же завода по производству аккумуляторов модель 2013 года получила более 100 усовершенствований, в числе важнейших — мощный и эффективный аккумулятор, который позволил довести пробег до 123 миль (199 км) против 109 миль (175 км) у модели 2012 года. Кроме того, вдвое (до 4 ч) сокращено время подзарядки от общественного 6,6-киловаттного подзарядного устройства. В перспективе на Leaf появятся парковочная камера Around View кругового обзора, кожаная отделка салона и прочее.
Тесты показывают энергопотребление Leaf: 765 кДж/км (21 кВт·ч/100 км), что эквивалентно расходу около 99 MPG (2,4 л / 100 км).

## Второе поколение
Второе поколение электромобиля Nissan Leaf выпускается с 2017 года, машины делают на заводах в Японии, США и Великобритании. Также проходит испытания новая версия этой машины, она значительно увеличена в размерах, увеличен аккумулятор, также машина должна стать полноприводной и двухмоторной.

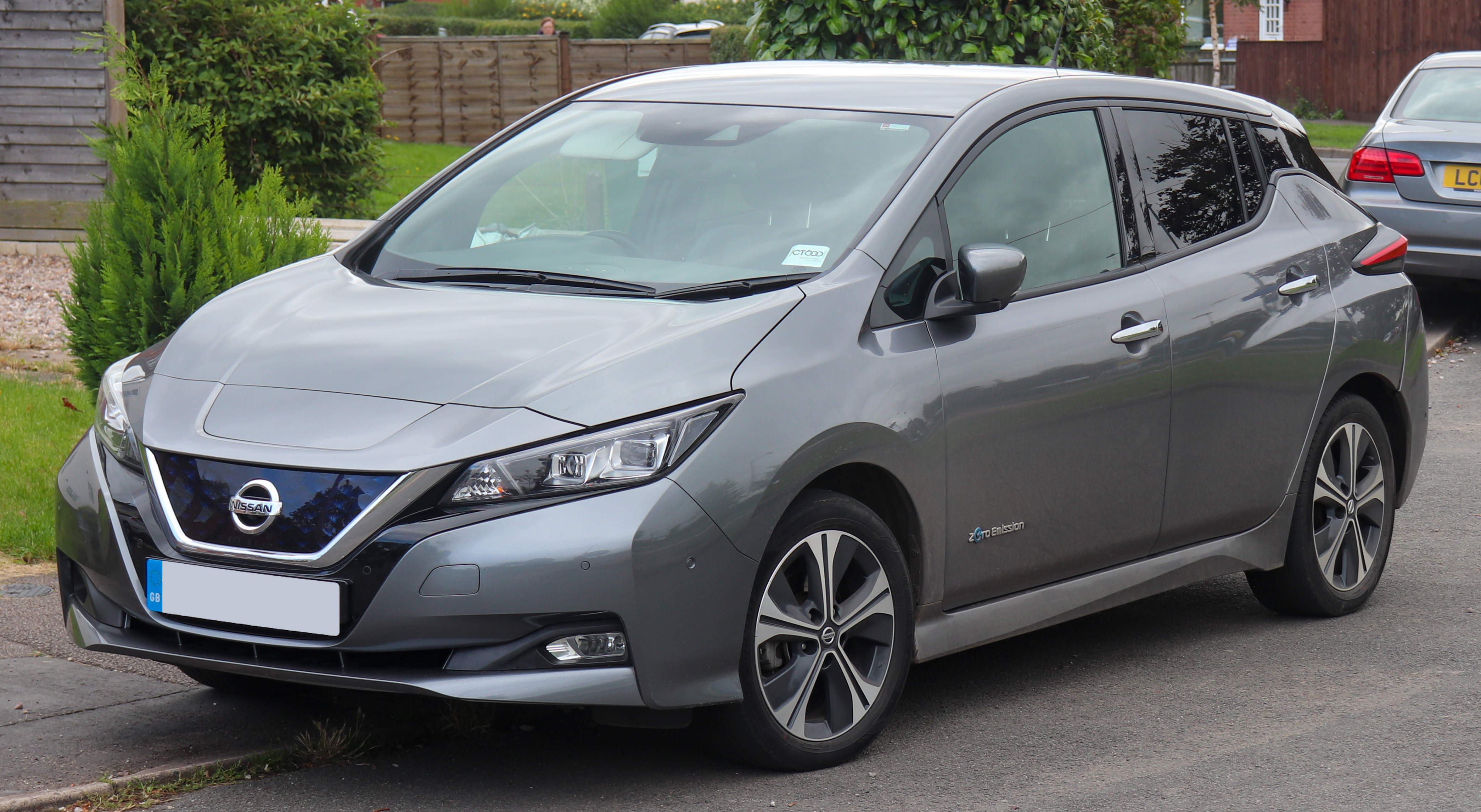
Nissan Leaf II
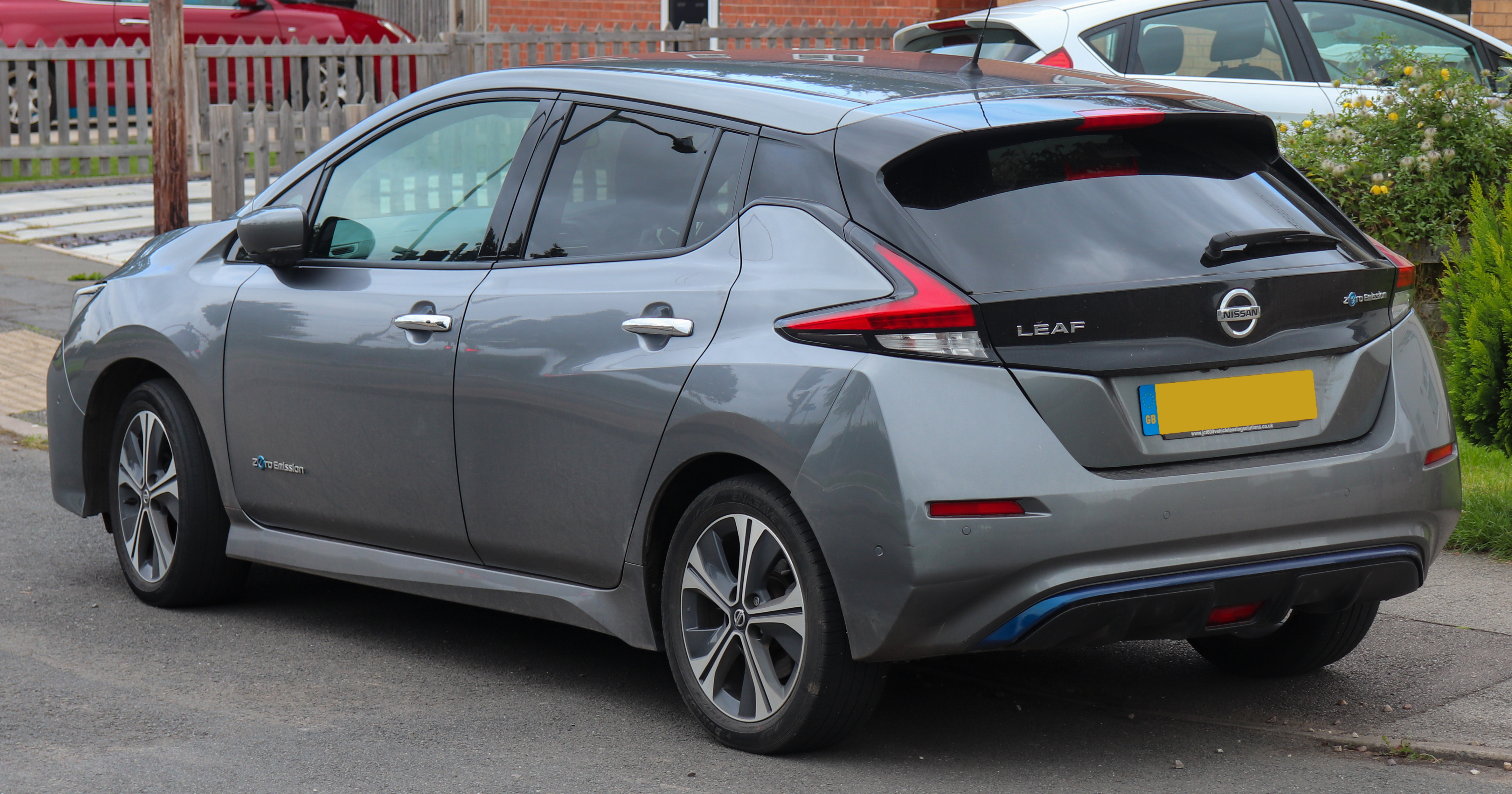
Вид сзади
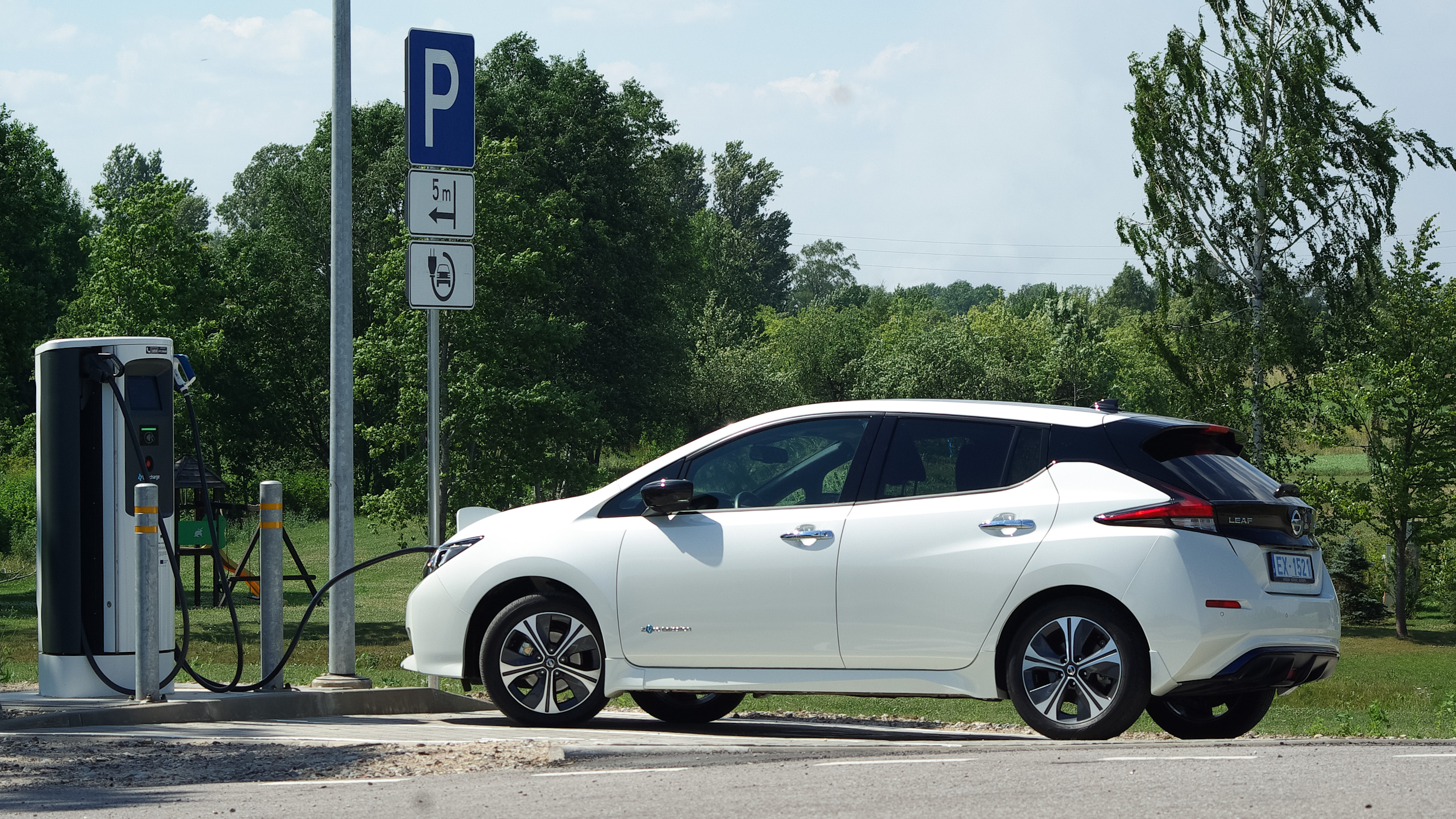
Nissan Leaf II на зарядке
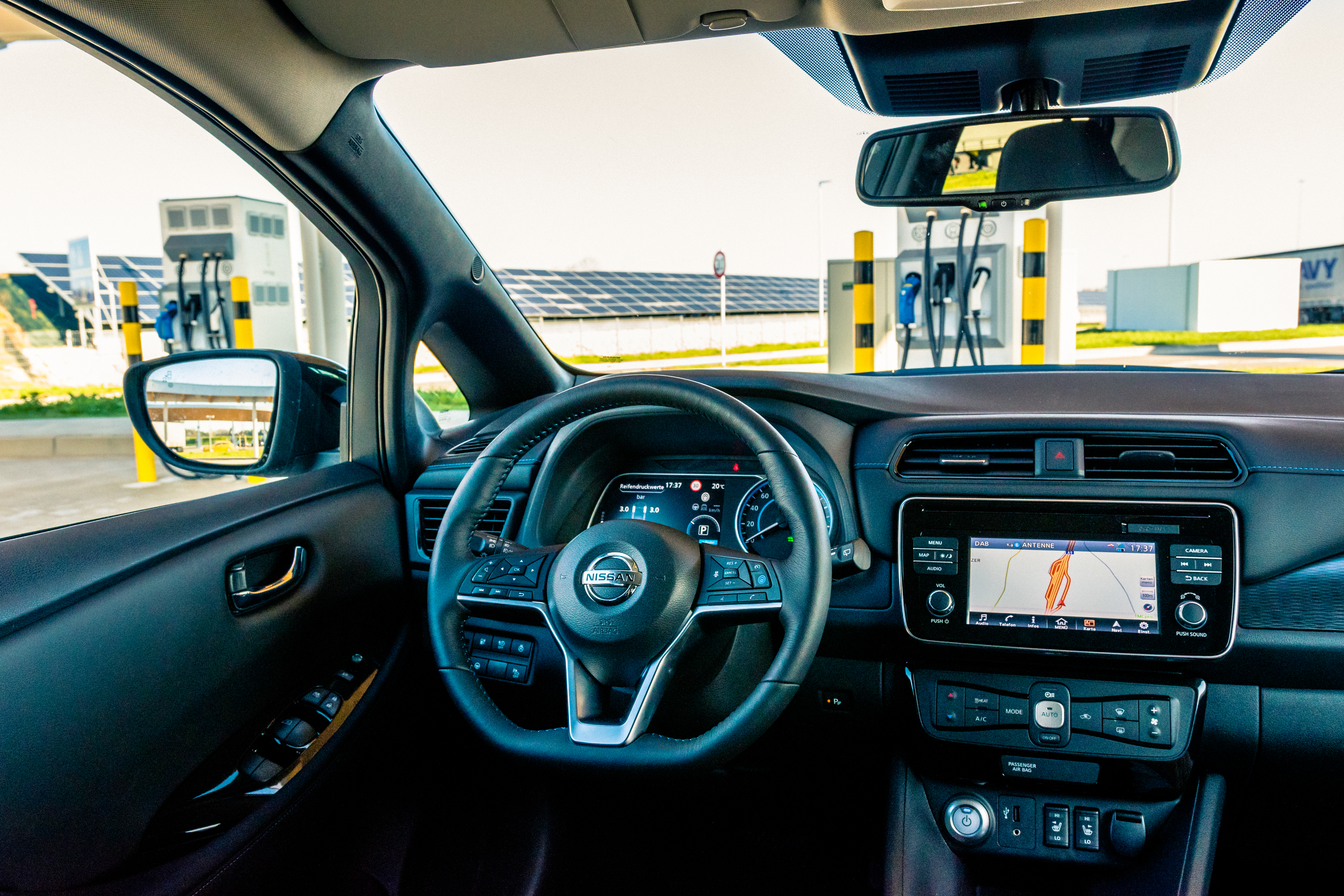
Интерьер

## Продажи в США и Японии
Старт продаж Nissan Leaf на рынках Японии и США состоялся 1 апреля 2010 года как модели 2011 года. В Японии уже к апрелю 2010 года в стране было размещено около 6000 предварительных заявок.
Рекомендованная цена на базовую модель Nissan Leaf в США составляет 32 780 $. При этом с учётом того, что из цены вычитается федеральная дотация на электромобили, для американского покупателя цена составит около 25 000 $. По информации от Nissan, в сентябре 2010 года покупателями США было размещено 20 тысяч предварительных заказов на автомобиль, хотя представители компании ожидали, что этот рубеж будет достигнут не раньше декабря и прекратили приём заявок до конца 2010 года. Калифорния, Вашингтон, Орегон, Аризона и Теннеси были выбраны для начала продаж, так как именно в этих штатах начала разворачиваться национальная программа по строительству сети электрозаправочных станций. Полномасштабные продажи во всём мире начались в 2012 году.
В США и Японии действуют программы, позволяющие не платить при покупке электромобиля некоторые обязательные для обычных автомобилей сборы. Домашнее зарядное устройство обойдётся потребителям дополнительно примерно в 2000 $. На подобные устройства также распространяется федеральная дотация до 50 % от цены.

## Продажи в Евросоюзе и на прочих рынках

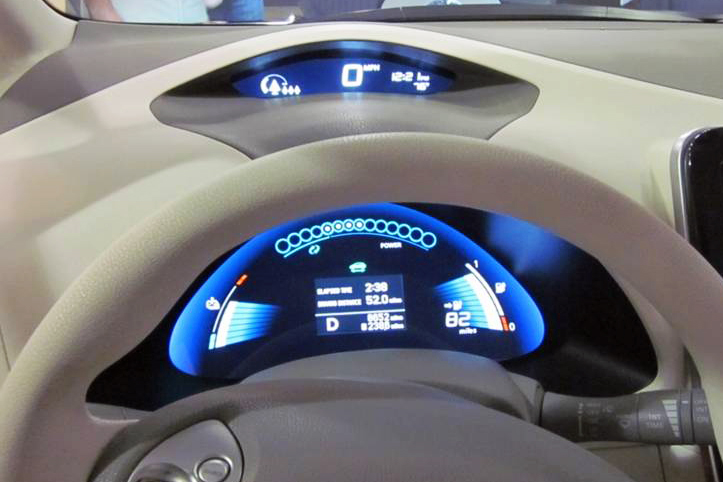
Приборная панель Nissan Leaf

В странах Евросоюза средняя цена Leaf была заявлена на уровне 35 000 евро, с оговоркой, что она будет корректироваться вниз в зависимости от государственных и муниципальных льгот в каждой стране, предусмотренных для экологически чистых транспортных средств. Первой европейской страной, где с января 2011 года началась реализация электромобиля Leaf, стала Португалия. За ней последовали Ирландия (февраль), Великобритания (март) и Нидерланды (июнь). В 2011 году в Китай и Мексику также были поставлены несколько партий электромобиля для ознакомительной эксплуатации в государственных и корпоративных гаражах. В сентябре 2014 года на китайском рынке начались продажи Venucia E30, который является копией модели Nissan Leaf. Производством машины занимается совместное предприятие Dongfeng-Nissan. В июле 2011 года Nissan Leaf был представлен в России, но Nissan пока не планирует продавать электромобиль, прежде всего потому, что в стране отсутствует необходимая инфраструктура.

## В России
Несмотря на активность компании Nissan в России, производство, а также поставка этих машин организованы не были. Несмотря на это, дилеры «Ниссана» иногда готовы привезти эту машину на заказ. Так же «серым» импортом эти машины ввозятся в Россию из ЕС и Японии, с левым и правым рулём соответственно. По данным агентства «Автостат», количество проданных в России LEAF за 2018 год составило 80 штук.
Nissan Leaf в 2020 — 2021 годах являлся самым популярным в России электромобилем. Его выбирали 83 % российских автомобилистов в 2020-м и более 80 % в 2021 годах. В марте 2020 года количество электромобилей составляло 5,2 тысячи машин. На 1 января 2021 года в России было зарегистрировано 10836 легковых электромобилей. Этот парк относительно «молод» – его средний возраст чуть превышает 9 лет. Практически все они до санкций 2022 года поступали к нам из Японии и, соответственно, имеют правый руль. Всего же в российском парке электромобилей на 2021 год насчитывалось 18 моделей 14 различных марок.

## Отзывы и критика
Испытания автомобиля дали в целом положительные отзывы и предсказуемую для электромобиля критику. Среди положительных характеристик отмечены, прежде всего, хорошие ходовые данные. Машина легко трогается и показывает более высокую динамику, чем можно ожидать от семейного автомобиля массой 1500 кг и двигателем 80 кВт. Комфортабельному вождению способствует хороший обзор в кабине. Водителям также нравится низкий уровень шума и комплект электронных аксессуаров, который идёт в базовой поставке.
Неофициальные испытания Nissan Leaf при отрицательных температурах (-12°С) показали, что автомобиль показывает удовлетворительные результаты и ведёт себя согласно заявленным характеристикам, ожидаемо уменьшая пробег. Представители журнала Consumer Reports отозвались только о том, что измерительные приборы машины не откалиброваны соответствующим образом.
Важнейший недостаток автомобиля — это ограниченный пробег от одной зарядки аккумулятора. Критики сомневаются в том, что система охлаждения батарейного отсека спроектирована правильным образом. Долгая перезарядка также может рассматриваться как недостаток. Для старых электрических сетей, ограниченных 10 A и 120 В (в США), время перезарядки может занимать до 20 часов. Отрицательным фактором является пока и высокая цена. Сравнимая по характеристикам Nissan Versa может быть приобретена в США в два раза дешевле.
Осенью 2011 года редакцией российской автомобильной газеты «Авторевю» был проведен тест-драйв электромобиля Nissan LEAF.

## Продажи
По данным компании Nissan, на начало 2013 года мировой парк электромобилей Leaf составил свыше 55 000 ед., а их суммарный пробег превысил 288 млн км (для транспортных средств, зарегистрированных в CARWINGS). Наибольший национальный парк Leaf эксплуатируется в Норвегии (свыше 3400 машин). По итогам 1 квартала 2013 года предполагается, что Leaf займёт в национальном хит-параде продаж легковых автомобилей 5-е место. Электромобиль Leaf показал самый высокий рейтинг удовлетворённости клиентов среди всех моделей Nissan на европейском рынке, равный 93 %. Согласно опросам 92 % владельцев Leaf используют их почти каждый день, 55 % владельцев ездят на них на работу, 54 % водителей совершают в день пробеги свыше 60 км.
Количество дилеров, торгующих электромобилем Leaf, подскочило за год со 150 до более чем 1400. Nissan за счёт собственных средств установил по Европе только в 2012 году свыше 400 общественных подзарядных станций. Общее количество таких станций в Европе увеличилось за 2012 год с 12 000 до 20 000, кроме того, число станций быстрой подзарядки возросло за 2012 год со 195 до 600.
По состоянию на декабрь 2016 года по всему миру было продано более 250 тысяч экземпляров Nissan Leaf. На тот момент самыми популярными рынками сбыта были США (103,6 тыс.), Япония (72,5 тыс.) и Европа (67,8 тыс.). К началу 2018 года Nissan установил рекорд, выпустив 300 тыс. электромобилей Nissan Leaf за все время существования модели.

## Технические характеристики
|                         | Leaf ZE0, 24 кВт⋅ч                      | Leaf AZE0, 30 кВт⋅ч                     | Leaf ZE1, 40 кВт⋅ч                      | Leaf ZE1, 62 кВт⋅ч                      |
| ----------------------- | --------------------------------------- | --------------------------------------- | --------------------------------------- | --------------------------------------- |
| Годы производства       | 12/2010 – 12/2017                       | 10/2015 – 12/2017                       | 01/2018 ...                             | 01/2019 ...                             |
| Тип двигателя           | Синхронный электродвигатель             | Синхронный электродвигатель             | Синхронный электродвигатель             | Синхронный электродвигатель             |
| Привод                  | Передний привод                         | Передний привод                         | Передний привод                         | Передний привод                         |
| Тип аккумулятора        | Литий-ионный                            | Литий-ионный                            | Литий-ионный                            | Литий-ионный                            |
| Ёмкость батареи         | 24 кВт⋅ч                                | 30 кВт⋅ч                                | 40 кВт⋅ч                                | 62 кВт⋅ч                                |
| Запас хода              | 200 км (яп. цикл)                       |                                         | 270 км (цикл WLTP)                      | 385 км (цикл WLTP)                      |
| Расход на 100 км        | 15,0 кВт⋅ч (яп. цикл)                   | 15,0 кВт⋅ч (яп. цикл)                   | 17,0 кВт⋅ч (ЕЭК ООН 101)                | 18,0 кВт⋅ч (комб.)                      |
| Мощность                | 80 кВт (109 л. с.) при 3008–10000 мин−1 | 80 кВт (109 л. с.) при 3008–10000 мин−1 | 110 кВт (150 л. с.) при 3283–9795 мин−1 | 160 кВт (218 л. с.) при 4600–5800 мин−1 |
| Крутящий момент         | 254 Н⋅м при 0–3008 мин−1                | 254 Н⋅м при 0–3008 мин−1                | 320 Н⋅м при 0–3283 мин−1                | 340 Н⋅м при 500–4000 мин−1              |
| Разгон, 0–100 км/ч      | 11,5 с                                  | 11,5 с                                  | 7,9 с                                   | 6,9–7,3 с                               |
| Макс. скорость          | 144 км/ч (ограничена)                   | 144 км/ч (ограничена)                   | 144 км/ч (ограничена)                   | 157 км/ч (ограничена)                   |
| масса                   | 1520 кг                                 |                                         | 1580–1640 кг                            | 1580–1640 кг                            |
| Габариты                | 4445 мм × 1770 мм × 1550 мм             | 4445 мм × 1770 мм × 1550 мм             | 4490 мм × 1790 мм × 1540 мм             | 4490 мм × 1790 мм × 1540 мм             |
| Колёсная база           | 2700 мм                                 | 2700 мм                                 | 2700 мм                                 | 2700 мм                                 |
| колея передняя / задняя | 1540 / 1535 мм                          | 1540 / 1535 мм                          | 1530 / 1540 мм                          | 1530 / 1540 мм                          |

## Безопасность
Автомобиль прошёл испытание Euro NCAP в 2012 году:
| Euro NCAP                                                      | Euro NCAP | Euro NCAP | Euro NCAP             |
| -------------------------------------------------------------- | --------- | --------- | --------------------- |
| · общий рейтинг                                                |           |           |                       |
| 89%                                                            | 83%       | 65%       | 84%                   |
| взрослый пассажир                                              | ребёнок   | пешеход   | активная безопасность |
| Протестированная модель: Nissan LEAF 80kW electric, RHD (2012) |           |           |                       |

Автомобиль прошёл испытание Euro NCAP в 2018 году:
| Euro NCAP                                                 | Euro NCAP | Euro NCAP | Euro NCAP             |
| --------------------------------------------------------- | --------- | --------- | --------------------- |
| · общий рейтинг                                           |           |           |                       |
| 93%                                                       | 86%       | 71%       | 71%                   |
| взрослый пассажир                                         | ребёнок   | пешеход   | активная безопасность |
| Протестированная модель: Nissan LEAF 'Acenta', LHD (2018) |           |           |                       |

## Leaf в кино
- Nissan Leaf появляется в фильме "Первому игроку приготовится" в качестве полицейского автомобиля.